# 文博大厦
文博大厦，是一座位于中华人民共和国广东省深圳市福田区新洲路与莲花路交汇处的摩天大楼，紧邻莲花山公园。该大厦建成后为深圳新闻组标识性的总部大楼。 该大厦由之前设计过新世界商务中心的设计师DiMarzio Kato Architecture设计。